# Nathalie Serre
Pour les articles homonymes, voir Serre (homonymie).
Nathalie Serre, née le 17 août 1968 à Besançon (Doubs), est une femme politique française.

## Biographie
Elle est élue conseillère municipale d'opposition à L'Arbresle aux élections municipales de 2020. Elle devient également députée de la huitième circonscription du Rhône le 18 juin 2020, succédant au démissionnaire Patrice Verchère, dont elle était suppléante. Elle siège parmi le groupe Les Républicains. 
Candidate à sa succession, elle est élue au second tour le 19 juin 2022 avec 50,81 % des voix face à son adversaire MoDem, Dominique Despras, pour la XVIe législature.
À la suite de la dissolution de l'Assemblée nationale le 9 juin 2024, elle est à nouveau candidate aux élections législatives avec son prédécesseur Patrice Verchère comme suppléant. Arrivée en quatrième position au premier tour avec 20,66 % des voix, elle décide de se maintenir au second tour dans le cadre d'une quadrangulaire. Elle termine finalement à la deuxième place avec 31,74 % des voix et est battue par le candidat du Rassemblement national Jonathan Géry.